# 萊克蘭高地 (佛羅里達州)
萊克蘭高地（英語：Lakeland Heights）是位於美國佛羅里達州波爾克縣的一個人口普查指定地區。

## 地理
萊克蘭高地的座標為27°57′48″N 81°56′58″W / 27.96333°N 81.94944°W，而該地最高點為海拔高度68米（即223英尺）。

## 人口
根據2010年美國人口普查的數據，萊克蘭高地的面積為16.00平方千米，當中陸地面積為14.50平方千米，而水域面積為1.50平方千米。當地共有人口12557人，而人口密度為每平方千米784人。